# قدرة الجر
قدرة الجر في الهندسة الميكانيكية (بالإنجليزية: Tractive effort ) هي القوة الناتجة من محرك أو مركبة لتحريكها عن طريق قوة الجر. وتختلف قدرة الجر عن قوة الجر في كونها تشمل قوة الجر مضافا إليها مقاومة التدحرج . الصيغة الرياضية التي تعرّف قدرة الجر هي:
 قدرة الجر= قوة الجر+ مقاومة التدحرج
تعتمد قدرة الجر على سرعة المركبة ؛ ونفرق في الهندسة الميكانيكية بين نوعين منها:
- قدرة الجر الفاعلية
- قدرة الجر المطلوبة.[1]

وتعريفهما كالاتي:
- قدرة الجر الفاعلية: هي قدرة الجر العظمى لآلة وتحددها قوة الآلة (أو عند سرعة بطيئة ، واحتكاك).
- قدرة الجر المطلوبة: هي قدرة الجر المطلوبة للتغلب على قوى الاحتكاك الناتجة من مقاومة التدحرج ، و مقاومة الهواء ، أو انحدار أو قوة شد قضيب قطر drawbar pull.

## اقرأ أيضا
- قوة الجر
- عجلة
- سيارة
- مجموعة الحركة